# Пентасульфид натрия
Пентасульфид натрия — бинарное неорганическое соединение
натрия и серы с формулой Na2S5,
жёлто-коричневые кристаллы,
растворяется в воде.

## Получение
- Сплавление в вакууме стехиометрических количеств сульфида натрия и серы:

{\displaystyle {\mathsf {Na_{2}S+4S\ {\xrightarrow {500^{o}C}}\ Na_{2}S_{5}}}}

## Физические свойства
Пентасульфид натрия образует жёлто-коричневые гигроскопичные кристаллы 
ромбической сингонии,

параметры ячейки a = 0,76505 нм, b = 1,45036 нм, c = 0,58430 нм, Z = 4.
Растворяется в воде и этаноле.

## Применение
- Смотрите «Полисульфиды натрия».